# Álvaro Cervantes
Álvaro Cervantes Sorribas (Barcellona, 12 settembre 1989) è un attore spagnolo.

## Filmografia parziale

### Cinema
- El juego del ahorcado, regia di Manuel Gómez Pereira (2009)
- Tres metros sobre el cielo, regia di Fernando González Molina (2010)
- Hanna, regia di Joe Wright (2011)
- El sexo de los ángeles, regia di Xavier Villaverde (2012)
- Tengo ganas de ti, regia di Fernando González Molina (2012)
- 88, regia di April Mullen (2015)
- 1898: Los últimos de Filipinas, regia di Salvador Calvo (2016)
- L'albero del sangue (El árbol de la sangre), regia di Julio Medem (2018)
- Bajo el mismo techo, regia di Juana Macías (2019)
- Inciso nelle ossa (Legado en los huesos), regia di Fernando González Molina (2019)
- Adú, regia di Salvador Calvo (2020)
- Offerta alla tormenta (Ofrenda a la tormenta), regia di Fernando González Molina (2020)
- Malnazidos - Nella valle della morte (Malnazidos), regia di Javier Ruiz Caldera e Alberto de Toro (2020)
- Pazzo per lei (Loco por ella), regia di Dani de la Orden (2021)
- Non c'è due senza... (Donde caben dos), regia di Paco Caballero (2021)
- 42 segundos, regia di Àlex Murrull e Dani de la Orden (2022)
- Il futuro in un bacio (Eres tú), regia di Alauda Ruiz de Azúa (2023)

### Televisione
- Abuela de verano - serie TV, 13 episodi (2005)
- Punta Escarlata - serie TV, 9 episodi (2011)
- Luna, el misterio de Calenda - serie TV, 20 episodi (2012-2013)
- El corazón del océano - serie TV, 6 episodi (2014)
- Hermanos - serie TV, 6 episodi (2014)
- Carlos, rey emperador - serie TV, 17 episodi (2015-2016)
- La zona - serie TV, 8 episodi (2017)
- Brigada Costa del Sol - serie TV, 13 episodi (2019)
- Gli orologi del diavolo - serie TV, 8 episodi (2020)
- Il tempo che ti do (El tiempo que te doy) - serie TV, 10 episodi (2021)

## Doppiatori italiani
Nelle versioni in italiano delle opere in cui ha recitato, Alvaro Cervantes è stato doppiato da:
- Emanuele Ruzza ne Il tempo che ti do, Pazzo per lei
- Andrea Oldani in Inciso nelle ossa
- Gabriele Sabatini ne Il futuro in un bacio